# Сентер Џанкшон (Ајова)
Сентер Џанкшон (енгл. Center Junction) град је у америчкој савезној држави Ајова. По попису становништва из 2010. у њему је живело 111 становника.

## Демографија
Према попису становништва из 2010. у граду је живело 111 становника, што је -20 (-15.3%) становника више него 2000. године.
| Група             | 2000.       | 2010.       |
| Белци             | 128 (97,7%) | 106 (95,5%) |
| Афроамериканци    | 0 (0,0%)    | 0 (0,0%)    |
| Азијати           | 0 (0,0%)    | 0 (0,0%)    |
| Хиспаноамериканци | 1 (0,8%)    | 5 (4,5%)    |
| Укупно            | 131         | 111         |